# Списак носилаца заставе Србије на Олимпијским играма
Ово је списак носилаца заставе Србије на олимпијским играма.
Носиоци заставе носе националну заставу своје земље на церемонији отварања олимпијских игара.
| # | Година                       | Носилац                     | Спорт                     |
| - | ---------------------------- | --------------------------- | ------------------------- |
| 9 | 2024. Париз (летње)          | Маја Огњеновић Душан Мандић | Одбојка Ватерполо         |
| 8 | 2020. Токио (летње)          | Соња Васић Филип Филиповић  | Кошарка Ватерполо         |
| 7 | 2018. Пјонгчанг (зимске)     | Невена Игњатовић            | Алпско скијање            |
| 6 | 2016. Рио де Жанеиро (летње) | Ивана Анђушић Максимовић    | Стрељаштво                |
| 5 | 2014. Сочи (зимске)          | Миланко Петровић            | Биатлон Нордијско скијање |
| 4 | 2012. Лондон (летње)         | Новак Ђоковић               | Тенис                     |
| 3 | 2010. Ванкувер (зимске)      | Јелена Лоловић              | Алпско скијање            |
| 2 | 2008. Пекинг (летње)         | Јасна Шекарић               | Стрељаштво                |
| 1 | 1912. Стокхолм (летње)       | Драгутин Томашевић          | Атлетика                  |